# Poldasht
Poldasht (persiska: پلدشت, اَرَپلَر) är en kommunhuvudort i Iran.   Den ligger i provinsen Västazarbaijan, i den nordvästra delen av landet, 700 km nordväst om huvudstaden Teheran. Poldasht ligger 783 meter över havet och antalet invånare är 8 584.
Terrängen runt Poldasht är platt åt sydväst, men åt nordost är den kuperad. Runt Poldasht är det ganska glesbefolkat, med 42 invånare per kvadratkilometer. Poldasht är det största samhället i trakten. Trakten runt Poldasht består i huvudsak av gräsmarker.